# Finham
Finham – osada i civil parish w Anglii, w hrabstwie West Midlands, w dystrykcie Coventry.